# Dyson Sphere Program
Dyson Sphere Program est un jeu vidéo de gestion développé par Youthcat Studio sorti sur Microsoft Windows en janvier 2021 en accès anticipé.

## Système de jeu
Dyson Sphere Program se déroule dans un univers de science-fiction où une société existe depuis un espace informatique virtuel, qui demande beaucoup de puissance et de capacités de calcul. Pour étendre cela, l'alliance spatiale COSMO a envoyé un robot incarné par le joueur dans l'univers réel pour construire des sphères de Dyson à partir des ressources de planètes.

## Développement
Dyson Sphere Program a été développé par l'équipe de cinq membres Youthcat Studio, située à Chongqing, en Chine. Le studio avait été créé par Mao Mao, diplômé de l'Université de Chongqing et Zhou Xun, qui travaillait déjà dans l'industrie des jeux, ils s'étaient déjà rencontrés et avaient un intérêt commun pour la science-fiction. Ils se sont inspirés du jeu spatial 4x Stellaris, qui incluait la construction de sphères de Dyson dans le cadre de son gameplay, et avaient réfléchi à un concept de jeu consistant à concevoir ces sphères pièce par pièce. Lorsque le film The Wandering Earth est sorti début 2019, les deux hommes ont décidé que le moment était venu de commencer sérieusement le développement de ce concept de jeu. Ils ont passé plusieurs mois à élaborer le concept avant de s'engager dans le développement de jeux à temps plein. Xun a quitté son emploi pour former Youthcat Studio avec Mao Mao, et ils ont embauché trois développeurs supplémentaires. Le projet a été financé avec les propres économies de Xun, ce qui leur donne une fenêtre maximale de deux ans pour préparer le jeu à un état de sortie. Vers la mi-2020, alors qu'ils approchaient de la fin de cette période de deux ans, ils ont rencontré Gamera Game, un éditeur chinois qui soutient le développement de jeux indépendants, et a aidé Youthcat à planifier une sortie internationale du jeu.
Le jeu a été lancé en accès anticipé le 21 janvier 2021. Youthcat Studio a déclaré que son intention était d'avoir environ un an de développement dans la période d'accès anticipé avant de considérer le jeu comme terminé. Les fonctionnalités prévues incluent l'ajout de combats contre des ennemis sur diverses planètes et la possibilité de personnaliser son apparence.

## Accueil
Moins de quatre jours après la mise en ligne du jeu en accès anticipé sur Steam et WeGame, Youthcat a rapporté avoir vendu plus de 200 000 exemplaires et plus de 350 000 la première semaine. C'était le jeu le plus vendu sur Steam la semaine de son lancement. Rock Paper Shotgun a noté que certains aspects du jeu s'inspirent de Factorio.